# Resilvestració

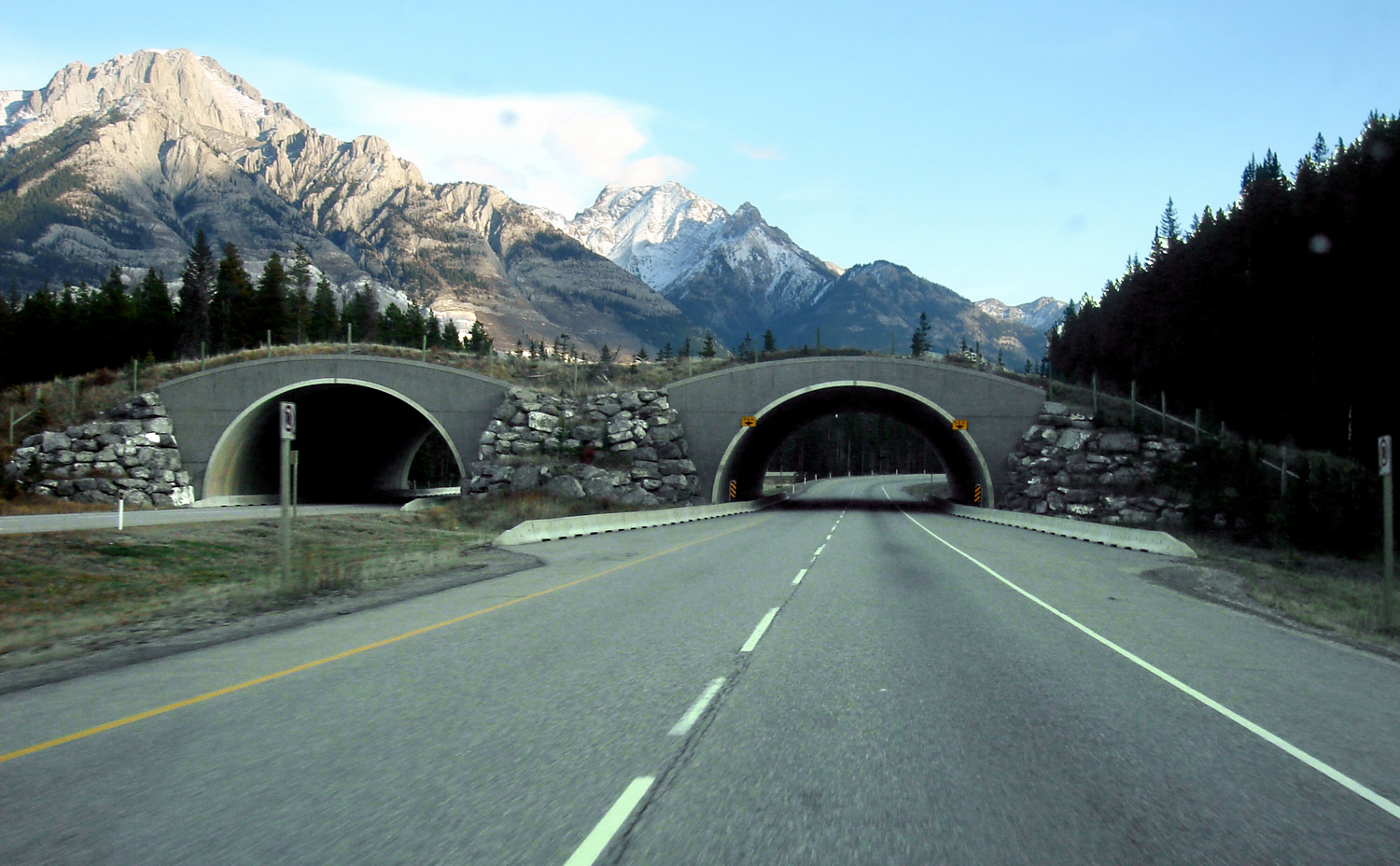
Passadís biològic sobre la Carretera Transcanadenca al Parc Nacional de Banff. Passos superiors i inferiors amigables amb la fauna han ajudat a restaurar la connectivitat en el paisatge per a llops, ossos, uapitís i altres espècies.

Resilvestrar (terme original en anglès rewilding) és una concepció de la conservació del medi ambient a gran escala, destinada a restaurar, retornar a un estat proper a l'original (previ a la intervenció humana) i protegir els processos naturals i els nuclis silvestres, proporcionant connectivitat ecològica entre les diverses zones que conformen els espais, protegint o reintroduint grans depredadors i espècies clau per augmentar la biodiversitat i aconseguir l'autoregulació dels ecosistemes.
Els projectes de resilvestració poden requerir restauració ecològica o enginyeria de terres silvestres, particularment per a restaurar la connectivitat entre àrees protegides i reintroduir depredadors als llocs dels quals han estat extingits.

## Origen
El terme rewilding va ser encunyat pel conservacionista i activista Dave Foreman, un dels fundadors de les organitzacions Earth First!, Wildlands Project i Rewilding Institute. Va aparèixer imprès per primera vegada el 1990 i va ser desenvolupat pels biòlegs de la conservació Michael Soulé i Reed Noss en un article publicat el 1998. Segons Soulé i Noss, resilvestrar és un mètode de conservació basat en «nuclis, corredors, i carnívors». Els conceptes de nuclis, corredors, i carnívors van ser desenvolupats en major profunditat el 1999.

## Història
La resilvestració va ser desenvolupada com a mètode per a preservar ecosistemes funcionals i reduir la constant pèrdua de biodiversitat, incorporant la recerca en la biogeografia d'illes i la funció ecològica d'herbívors i grans carnívors. El 1967, Robert MacArthur i Edward Osborne Wilson van establir la importància de considerar la grandària i aïllament de les àrees de conservació de vida silvestre, declarant que les àrees continuaven sent vulnerables a extincions si eren petites i aïllades. El 1987, un estudi de William D. Newmark sobre les extincions als parcs nacionals a Amèrica del Nord va afegir pes a la teoria. Les publicacions van intensificar els debats sobre tàctiques de conservació. Amb la creació de la Society for Conservation Biology el 1985, els conservacionistes van començar a enfocar-se a reduir la pèrdua d'hàbitat i la seva fragmentació.